# Charinus kakum
Charinus kakum es una especie de araña del género Charinus, familia Charinidae. Fue descrita científicamente por Harms en 2018.
Habita en el continente africano. La hembra holotipo mide 5,8 mm, su caparazón de 2,6 mm de largo por 1,9 mm y su abdomen de 3,3 mm de largo por 2,25 mm.